# 34090 Cewhang
34090 Cewhang este o planetă minoră (asteroid) din centura de asteroizi. A fost descoperită pe 1 august 2000 la Experimental Test Site⁠(d) de Lincoln Near-Earth Asteroid Research. 
Obiectul prezintă o orbită caracterizată de o semiaxă mare de 2,2550181 UAi, o excentricitate de 0,07, o înclinație de 5,8945 ° în raport cu ecliptica.